# Stenonema femoratum
Stenonema femoratum is een haft uit de familie Heptageniidae. De wetenschappelijke naam van de soort is voor het eerst geldig gepubliceerd in 1823 door Say.
De soort komt voor in het Nearctisch gebied.